# Ilba
Ilba – wieś w Rumunii, w okręgu Marmarosz, w gminie Cicârlău. W 2011 roku liczyła 1220 mieszkańców.